# TuS 1875 Gaarden
Maillots
Le TuS 1875 Gaarden est un club sportif allemand localisé dans le quartier de Gaarden à Kiel, dans le Schleswig-Holstein.
Le club tire son nom d’une fusion, survenue en 1972, entre le FV Borussia 03 Kiel et le TSV Gaarden. Ces deux cercles avaient des origines similaires puisqu’ils étaient tous deux issus du même cercle gymnique: le Gaardener Männer Turn-bund 1875.
Le club actuel, qui se veut essentiellement familial, comporte, outre le football de très nombreuses sections, dont l’aïkido, le badminton, le basket-ball, la boxe, le canoë, la gymnastique, le handball, la lutte, la marche, la natation, le tennis, le tennis de table, le volley-ball…

## Histoire (section football)

### FV Borussia 03 Kiel
Le club fut fondé, sous la dénomination de FC Borussia 1903 Gaarden le 2 juin 1903 par des membres du Gaardener MT 1875 (fondé le 11 septembre 1875), un cercle de gymnastique qui voulaient pratiquer le football.
Dans le courant de l'année 1904, le club rejoignit la Verband Kieler Ballspielverein (VKB), fondée le 25 février 1903. Mais en fin d’année, le Borussia 1903 se retrouva menacé d’expulsion, en compagnie de trois autres clubs, pour ne pas avoir payé leurs cotisations.
Outré de cette menace, le cercle quitta la VKB avec les trois autres clubs concernés et furent rejoints par le FC Kilia 1902 Kiel. Ensemble, ils créèrent la Kieler Fussball Bund (KFB). Mais dès le mois de janvier 1905, le FC Kilia 1902 retourna au sein de la VKB. La KFB eut une existence éphémère. Les quatre clubs qui l’avaient fondée se retrouvèrent presque bannis par la DFB. Ils retournèrent vers la VKB et devinrent de fait membres de la Norddeutscher Spiel-Verband (NSV).
Vers la Première Guerre mondiale, le FC Borussia 03 joua dans la Stadtsliga de Kiel, la plus haute ligue de sa région. En 1920, le club changea son nom en FV Borussia 03 Gaarden.
En 1929, le FV Borussia termina vice-champion derrière le Kiel SV Holstein et participa au tour final du Championnat d’Allemagne du Nord. Il s’y inclina contre le FC Altona 93. L’année suivante, le club réalisa la même performance dans sa ligue locale. Au tour final, il fut éliminé par le Bremer SV.
Lors de la saison 1931-1932, Borussia Gaarden se plaça à nouveau en ordre utile. Cette fois le tour final avait été restructuré. Versé dans un groupe de 4 avec le SV Arminia Hannover, le Borussia Harburg et le SC Victoria Hambourg, le club termina 3e.
L’année suivante, le cercle fut qualifié une 4e fois. Il termina 2e derrière le SV Arminia Hannover pendant le premier tour de la phase finale.
Dès leur arrivée au pouvoir en 1933, les Nazis mirent la main du  la gestion des affaires sportives. Par l’entremise du DRL/NSRL, les compétitions de football furent réformées et seize ligues régionales (les Gauligen) furent mises en place.
Le cercle qui prit le nom de FV Borussia 03 Kiel fut retenu pour devenir un des fondateurs de la Gauliga Nordmark. Il y joua deux saisons puis en fut relégué. En 1942, cette ligue fut scindée en trois. Borussia 03 Kiel joua alors dans la Gauliga Schleswig-Holstein lors des deux dernières saisons disputées pendant la Seconde Guerre mondiale.
En 1945, le club fut dissous par les Alliés, comme tous les clubs et associations allemands (voir Directive n°23). Le club fut rapidement reconstitué en s’associant avec d’anciens membres du Kampfsport Gaarden et du FT Eiche, deux clubs qui avaient été interdits par les Nazis. Le club joua sous l’appellatin de Freien Sportvereinigung Gaarden ou FSV Gaarden. En 1947, il reprit son nom de Borussia 03 Kiel.
Le club reprit les compétitions dans la 2. Amateurliga Schleswig-Holstein, une ligue de niveau 3 qui prit le nom de Bezirksklasse Ost Schleswig-Holstein, pour la saison 1949-1950. Le club joua alternativement dans le Groupe Förde ou dans le Groupe Eider. Durant cette période, il rencontra entre autres le TSV Gaarden qui était dans la même série.
En vue de la saison 1954-1955, la ligue reprit le nom de 2. Amateurliga Schleswig-Holstein. En 1958, le Borussia Kiel se classa dernier du Groupe Eider et fut relégué au 4e niveau. Il remonta après un an.
À la fin de la saison 1962-1963, la DFB créa la Bundesliga avec en directement en dessous les Regionalligen. L’2. Amateurliga Schleswig-Holstein devint donc une série de niveau 4.
En 1964, le Borussia Kiel fut vice-champion derrière le Kieler SV Holstein II, et put accéder au niveau 3, l’Amateurliga Schleswig-Holstein. Il en redescendit après une saison.
En 1966, Borussia Kiel put retourner au niveau 3. Il n’avait terminé que 3e, mais le vice-champion, l’équipe Réserves du  SV Friedrichsort ne pouvait pas monter. Le cercle fut à nouveau relégué après une seule saison.
À la fin de l’exercice 1967-1968, les deux groupes de la 2.Amateurliga Ost Schleswig-Holstein furent ramenée à une ligue unique désormais dénommée Verbandsliga Nord Schleswig-Holstein. Ayant terminé troisième du Groupe Eider, le Borussia Kiel resta au niveau 4.
En 1969, le club finit vice-champion derrière le TSV Westerland. Deux ans plus tard, le cercle retrouva dans sa ligue le TSV Gaarden qui venait de monter. Le TSV termina vice-champion derrière le DGF Flensburg alors que le Borussia peina à la 12e place sur 16. À la fin de la saison 1971-1972, le TSV Gaarden remporta le titre et le droit de monter en Landesliga Schleswig-Holstein (niveau 3).
Le TSV et le Borussia fusionnèrent alors pour former le TuS 1875 Gaarden.

### TSV Gaarden
Fondé le 11 septembre 1875, le Gaardener Männer-Turnerbund 1875 fusionna en 1910 le Ellerbeker MTV 1891 pour former le Gaarden-Ellerbeker Turnerschaft 1875.
En août 1920, ce club fusionna encore avec le Gaardener TV 1885 pour créer le Turn-und Sportverband Gaarden ou TSV Gaarden.
En 1923, à la suite de désaccords entre les fédérations de football et de gymnastique, les clubs omnisports durent scinder les sections concernées. La section football du TSV Gaarden devint alors indépendantze sous l’appellation de Gaarden BV 1923.
L’année suivante, le club participa au tour final du Championnat d’Allemagne du Nord mais n’y brilla pas. En 1930, il fut relégué hors de la plus haute série du Schleswig-Holstein.
Pendant une longue période, le Gaarden BV resta anonyme. Puis en 1943, le club qui avait pris le nom de TSG Gaarden gagna le droit d’accéder à la Gauliga Schleswig-Holstein. Il s’y classa 7e juste devant le FV Borussia Kiel.
En 1945, le club fut dissous par les Alliés, comme tous les clubs et associations allemands (voir Directive n°23). Il fut rapidement reconstitué et reprit son appellation de TSV Gaarden.
Le club reprit les compétitions dans la 2. Amateurliga Schleswig-Holstein, une ligue de niveau 3 qui prit le nom de Bezirksklasse Ost Schleswig-Holstein, pour la saison 1949-1950. Lors de ce championnat, le TSV Gaarden fut champion du Groupe Eider. Le cercle joua alternativement dans ce groupe ou dans l’autre, le Groupe Förde. Lors de certaines saisons, il fut versé dans la même série que le Borussia Kiel.
En vue de la saison 1954-1955, la ligue reprit le nom de 2. Amateurliga Schleswig-Holstein. Le TSV Gaarden frisa la relégation plusieurs fois. Il descendit au 4e niveau en 1957 mais remonta après un an.
En fin de saison 1960-1961, le TSV Gaarden retourna au 4e niveau qui deux ans plus tard devint le 5e à la suite de la création de la Bundesliga et de l'instauration des Regionalligen aux niveaux 1 et 2.
En 1963, le TSV refit une brève apparition d’une saison en 2. Amateurliga Schleswig-Holstein (niveau 4). Il y revint en 1966. Mais quand cette ligue fut ramenée à une série unique, rebaptisée Verbandsliga Nord Schleswig-Holstein en vue du championnat 1968-1969, il ne parvint pas à l’intégrer.
Le TSV Gaarden resta au niveau 5 dans ligue appelée Bezirksliga Ost Schleswig-Holstein. Il en remporta le titre en 1970.
Revenu au niveau 4, le TSV Gaarden termina vice-champion en 1971 puis conquit le titre de la Verbandsliga Nord Schleswig-Holstein en 1972.
Le club fusionna alors avec le FC Borussia 03 Kiel pour former le TuS 1875 Gaarden.

### TuS 1875 Gaarden
Le club fusionné commença donc son parcours au 3e niveau de la hiérarchie du football allemand dans une ligue à l’époque dénommée Landesliga Schleswig-Holstein. L’aventure ne dura qu’une saison.
En 1975, le club se sauva de justesse, mais l’année suivante une 16e et dernière place le fit descendre. Le TuS Gaarden se retrouva ainsi au 6e niveau (Bezirksliga Ost Schleswig-Holstein) car, en 1974, la création de la 2. Bundesliga et l’instauration de l’Oberliga Nord aux niveaux 2 et 3 avaient fait reculer toutes les séries inférieures d’un rang.
À la fin de la compétition 1976-1977, le TuS Gaarden plongea en Bezirksklasse Ost Schleswig-Holstein, Groupe Förde, soit au niveau 7.
Alternant entre le Groupe Eider et le Groupe Förde, le club végéta plusieurs saisons en milieu de tableau. En 1984, il fut termina vice-champion, à quatre points du TuS Haltenau.
Mais deux ans plus tard, le club sombra au 8e niveau.
Ce ne fut qu'en vue de la saison 1994-1995 que le TuS Gaarden revint en Bezirksklasse Ost Schleswig-Holstein. Cette ligue devenait cette saison-là le 9e niveau, à la suite de l'instauration des Regionalligen au niveau 3.
Après deux saisons, le club descendit au niveau 10.
À partir de 1999, la Bezirksklasse Ost Schleswig-Holstein devint la Kreisliga.
En 2010, le TuS Gaarden joue en Kreisklasse.

## Palmarès

### Borussia Kiel
- Vice-champion de la 2. Amateurliga Schleswig-Holstein: 1964.
- Vice-champion de la Verbandsliga Nord Schleswig-Holstein: 1969.

### TSV Gaarden
- Champion de la Bezirksklasse Ost Schleswig-Holstein, Groupe Eider: 1950.
- Champion de la Bezirksliga Ost Schleswig-Holstein: 1970.
- Champion de la Verbandsliga Nord Schleswig-Holstein: 1972.
- Vice-champion de la Verbandsliga Nord Schleswig-Holstein: 1971.

### TuS Gaarden
- Vice-champion de la Bezirksklasse Ost Schleswig-Holstein, Groupe Eider: 1984.